# ...E il terzo giorno arrivò il corvo
Pour plus de détails, voir Fiche technique et Distribution.
...E il terzo giorno arrivò il corvo est un western spaghetti italien sorti en 1973, réalisé par Gianni Crea.

## Synopsis
Les trois Kennedy, Link, Tornado et Sally, partent sur les traces d'un hors-la-loi nommé Corvo, responsable de la mort de leurs parents. Arrivés dans un petit village, ils rencontrent les frères Sloane, auteurs de quelques vols aux dépens de la compagnie minière de Mike Lawson, et ils s'affrontent à leur père dans son propre saloon. Sally est enlevée, puis libérée par Charlie, un des frères Sloane. Ils découvriront peu à peu que Mike Lawson est de mèche avec toute la famille Sloane (sauf Charlie) et que le Corvo travaille en fait pour Lawson.

## Fiche technique
- Titre original italien : ...E il terzo giorno arrivò il corvo
- Réalisation : Gianni Crea
- Scénario : Mino Roli (sous le pseudo de Max Roll)
- Genre : western spaghetti
- Musique : Nora Orlandi
- Production : Harlindel Film
- Photographie : Franco Villa, Giovanni Raffaldi
- Format d'image : 2.35:1
- Montage : Francesco Cardarelli
- Durée : 83 minutes
- Décors : Renzo Battistelli
- Costumes : Felicetta Cardarelli
- Maquillage : Walter Cossu
- Pays de production :  Italie
- Langue originale : italien
- Année de sortie : 1973

## Distribution
- Lincoln Tate : Link Kennedy
- William Berger : le Corvo
- Fiorella Mannoia : Sally Kennedy
- Lorenzo Fineschi : Tornado Kennedy
- Rosario Borelli (sous le pseudo de Richard Melvill) : Mike Lawson
- Lars Bloch : Jack
- Dino Strano (sous le speudo de Dean Stratford) : le frère du Corvo
- Edda Di Benedetto : Mary
- Pippo Tuminelli : shérif
- Maurizio Mannoia : Charlie Sloane
- John Turrel : le vieux Sloane
- Perry Dell : un des fils Sloane